# Книш Данило Сергійович
Дани́ло Сергі́йович Кни́ш (нар. 3 березня 1996, Арциз, Одеська область, Україна) — український футболіст, правий вінгер.

## Життєпис

### Клубна кар'єра
Вихованець «Моноліта» (Іллічівськ) та «Динамо» (Київ). У складі київського «Динамо» виступав у юнацькому (U-19) та молодіжному чемпіонатах України, а в вересні 2016 року отримав статус вільного агента. У березні 2017 року підписав контракт зі «Сталю» (Кам'янське) з Прем'єр-ліги. 16 липня 2017 року дебютував за кам'янську команду в поєдинку УПЛ проти луганської «Зорі», а впродовж сезону провів 15 офіційних матчів у межах цього турніру та 1 поєдинок у кубку України. У серпні 2018 року підписав контракт з друголіговим футбольним клубом «Калуш», в якому провів два наступних сезони. Будучи одним із лідерів команди відзначився 11 голами у 46 офіційних матчах в усіх турнірах. 
У червні 2020 року став гравцем клубу «Минай», з яким здобув право виступати в Прем'єр-лізі — вигравши золоті нагороди Першої ліги. У липні 2022 року залишив закарпатську команду та підписав контракт з футбольним клубом «Металіст». В другій половині сезону 2022/23 на правах піврічної оренди перейшов до складу львівських «Карпат». Загалом впродовж цих трьох років Данило провів 41 поєдинок (1 гол) в елітному дивізіоні та 16 матчів (2 голи) у першій лізі, а в кубку України зіграв 3 ігри. У липні 2023 року став гравцем клубу «Нива» (Бузова), за який виступав до завершення першої половини сезону. У складі дебютанта першої ліги брав участь у 18 поєдинках в усіх турнірах — забив три м’ячі й записав у свій актив п’ять результативних передач.
У січні 2024 року підписав контракт із першоліговим футбольним клубом «Буковина», проте вже у літнє міжсезоння за обпільною згодою сторін залишив команду, за цей нетривалий час (більшість із якого перебував у лазареті) записав у свій актив лише 3 матчі. У липні 2024 року підписав контракт з першоліговим клубом із Сумщини: «Вікторія».

### Кар'єра в збірній
Запрошувався у юнацькі збірні України різних вікових категорій, в складі яких провів 9 матчів. У 2013 році — учасник юнацького чемпіонату Європи (U-17). З 2016 року викликався до складу молодіжної збірної України, за яку в червні того ж року зіграв єдиний поєдинок проти однолітків із Словаччини. У 2017 році в складі студентської збірної України з футболу був учасником Літньої всесвітньої універсіади.

## Досягнення
«Минай»
- Перша ліга України:
  -  Переможець (1): 2020
- Кубок України:
  -  Півфіналіст (1): 2020

«Динамо» (Київ)
- Молодіжний чемпіонат України:
  -  Чемпіон (1): 2015/16

## Статистика
Станом на 1 грудня 2024 року
| Турніри              | Матчі | Кількість забитих м'ячів |
| -------------------- | ----- | ------------------------ |
| Прем'єр-ліга України | 56    | 1                        |
| Кубок України        | 14    | 2                        |
| Перша ліга України   | 48    | 5                        |
| Друга ліга України   | 41    | 10                       |
| Всього               | 159   | 18                       |
| Прем'єр-ліга (U-21)  | 42    | 10                       |
| Прем'єр-ліга (U-19)  | 24    | 5                        |
| Всього               | 66    | 15                       |
| Всього за кар'єру    | 225   | 33                       |